# Gagarinskaja
Gagarinskaja (ros.: Гагаринская) – jedna ze stacji linii Leninskiej, znajdującego się w Nowosybirsku systemu metra.

## Charakterystyka
Położona w nowosybirskim rejonie zajelcowskim, została otwarta 2 kwietnia 1992 roku, co czyni ją jedną z najmłodszych w systemie nowosybirskiego metra. Jest drugą stacją otwartą nie w czasach Związku Radzieckiego, ale już po jego rozpadzie i powstaniu Federacji Rosyjskiej. Wystrój Stacji Gagarinskiej łączy w sobie kombinację marmuru, granitu oraz stali. Na peronach znajdują się kolumny pokryte stalą, połączone są one ze sobą i tworzą swego rodzaju zadaszenie nad peronem stacji. Położona z okolicy głównej arterii komunikacyjnej miasta, Czerwonego Prospektu, jej budowa była wielkim wyzwaniem dla architektów i inżynierów. Odległość od stacji Zajelcowskiej wynosi niecały kilometr, a torowisko położone jest w linii prostej - sprawia to, że z peronów tych stacji można dostrzec światła drugiej stacji. Stacja zlokalizowana jest w pobliżu kilku popularnych nowosybirskich centrów handlowych. Można się stąd dostać do jednego z nowosybirskich dworców kolejowych, obsługujących połączenia lokalne.
12 kwietnia 2001 roku, w rocznicę lotu pierwszego człowieka w kosmos, dekoracja stacji została odnowiona. Stacji nadano futurystyczny wygląd, zmieniono oświetlenie, użyto wielobarwnych neonów, a przede wszystkim ozdobiono ją licznymi fotografiami Jurija Gagarina. Koszt całej operacji wyniósł prawie 2 miliony rubli.